# Phylloscopus suaramerdu
Phylloscopus suaramerdu (лат.) — вид птиц из семейства пеночковых. Описан учёными в 2020 году.
Видовое название происходит от индонезийского «suara merdu», в переводе «мелодичный голос», что является отсылкой к приятному звучанию вокализации этих птиц.
Обитают в горных лесах западной части острова Пеленг в архипелаге Банггаи (Индонезия). Встречаются выше 700 м над уровнем моря вплоть до высших точек острова, превышающих 1000 м над уровнем моря. Принадлежат к группе небольших насекомоядных певчих птиц, распространенных в Старом Свете.